# Stubbjordmyra
Stubbjordmyra (Lasius bicornis) är en art i insektsordningen steklar som tillhör familjen myror.

## Kännetecken
Stubbjordmyrans arbetare är gulaktiga i färgen och har en kroppslängd på 4 till 4,5 millimeter. Drottningarna är förhållandevis små, med en kroppslängd på endast 4,8 till 5,5 millimeter. Hanarna är mörkbruna.

## Utbredning
Stubbjordmyrans utbredningsområde sträcker sig från södra och centrala Europa österut till Himalaya. En isolerad population finns i Småland. Denna är den enda populationen av arten man känner till i norra Europa.

### Status
I Sverige är stubbjordmyran betraktad som starkt hotad. 

## Levnadssätt
Stubbjordmyran lever i samhällen, som vanligen grundas i ett bo av någon annan närbesläktad myrart, ofta Lasius brunneus eller Lasius platythorax. 